# Amsacta insolata
Amsacta insolata är en fjärilsart som beskrevs av Swinhoe 1889. Amsacta insolata ingår i släktet Amsacta och familjen björnspinnare. Inga underarter finns listade i Catalogue of Life.